# Xilokeratídhion
Xilokeratídhion (Ksylokeratidi) är en ort i Grekland.   Den ligger i prefekturen Kykladerna och regionen Sydegeiska öarna, i den sydöstra delen av landet, 230 km sydost om huvudstaden Aten. Xilokeratídhion ligger 1 meter över havet och antalet invånare är 156. Den ligger på ön Amorgos.
Terrängen runt Xilokeratídhion är kuperad åt sydost, men åt nordväst är den platt.  Närmaste större samhälle är Amorgos, 3,1 km öster om Xilokeratídhion. 